# Marienhölzung
Die Marienhölzung (dänisch: Frueskov; Petuh: hölzung) im Westen der Stadt Flensburg ist ein 200 ha großer Forst, der als Landschaftsschutzgebiet ausgewiesen ist.

## Lage
Die Marienhölzung liegt direkt südlich der Gemeinde Harrislee sowie am westlichen Stadtrand von Flensburg, auf einer Stauchendmoräne der letzten Eiszeit. In der Marienhölzung liegt im Übrigen die höchste Anhöhe der Stadt Flensburg, die 64 Meter hoch ist. Die Bundesstraße 200, Harrisleer Umgehung und die Bahnstrecke Fredericia–Flensburg umschließen den größten Teil der Marienhölzung. Durch diesen Teil der Marienhölzung fließt die Marienau, ein Bach, der im südlich gelegenen Mühlenstrom mündet, der wiederum in der Flensburger Förde mündet.
Außer diesem großen Teil der Marienhölzung existieren noch einige separierte beziehungsweise direkt angrenzende Waldbereich:
- Der Nordöstliche Bereich der Marienhölzung gehörte ursprünglich zu St. Gertrud und trug daher den Namen Gertrudenholz. Die ursprünglich zwei Teile der Gertrudenhölzung wurden 1571 von der Sankt Marienkirche gekauft.[3] Östlich der Bundesstraße 200 befindet sich heute ein separierter Waldbereich des Gertrudenholzes. Dieser separierte Waldbereich ist durch die Weiße Pforte, dem ehemaligen Haupteingang der Marienhölzung, betretbar.[4][5]
- Nördlich der Harrisleer Umgehung befinden sich auf Harrisleer Gebiet einige abgeschnitte Baumbestände, die offensichtlich auf der Karte des Stadtfeldes von 1779, als „Fedder Bruhn Holz“ eingetragen wurden.[6] Dieses Gebiet kaufte die St. Marienkirche Anfang des 16. Jahrhunderts vom Flensburger Rathmann Fedder Bruns.[3]
- Westlich hinter der sogenannten „Schwarzen Eisenbahn“, der Bahnstrecke Fredericia–Flensburg, befindet sich ein weiteres, kleines Waldgebiet, dessen Fläche eine dreieckige Form besitzt. Das Waldstück ist offenbar über keine Waldwege erschlossen. Ein Bahnübergang zu diesem Waldbereich hin existiert nicht.

## Bestände
Der Forst ist Rest eines großen Waldgebietes, das sich im Mittelalter von der Flensburger Förde bis in die Marsch erstreckte. Ursprünglich kommen in der Marienhölzung Laubbaumarten wie Buche und Eiche vor, jedoch wurden in den vergangenen Jahrzehnten raschwüchsige Nadelbaumarten gepflanzt, insbesondere Fichten, Sitkafichten und die Japanischen Lärchen. Neben dem Waldrestaurant steht eine große Eiche, deren Alter auf 200 bis 250 Jahre geschätzt wird. Die Stieleiche wurde unter der Nr. 32 in das Naturdenkmalbuch der Stadt Flensburg eingetragen (vgl. Liste der Naturdenkmale in der Stadt Flensburg).

## Geschichte

### Eddeboe und Franz Böckmann
Von geschichtlichem Interesse ist die Eddeboe, eine mittelalterliche Burganlage, die ihren Sitz in der Marienhölzung hat. Hintergrund soll hier ein sagenumwobener Ritter um 1200 sein. Im 14. Jahrhundert war die Eddeboe im Besitz der Adelsfamilie Jul.
Neben dieser sagenhaften Überlieferung ist noch eine weitere geschichtliche Begebenheit zu erwähnen, in der der Wald eine große Rolle spielte: Als im 18. Jahrhundert die Schweden Flensburg besetzten und die Bevölkerung arg darunter litt, ging der Flensburger Bürger Frantz Böckmann nach Rendsburg, wo sich noch dänische Truppen befanden und erbat sich dort einige Trommler und Pfeifer. Mit diesen ging er in die Marienhölzung. Dort verbarg er sich mit ihnen und versammelte weitere Leute aus der Stadt um sich, die er in dänische Soldatenuniformen steckte. In einer kalten Winternacht verteilte er seine Männer rings um die Stadt, wohl aber weiterhin mit dem Schwerpunkt der Marienhölzung. Auf sein Zeichen hin begannen seine Trommler laut zu trommeln, seine Pfeifer laut zu pfeifen und seine Männer gut sichtbar zu marschieren. Vor Angst, dass die ganze dänische Armee wieder zurück wäre, verließen die Schweden schleunigst die Stadt durch das Rote Tor. Da die Straßen aber vereist waren, stürzten viele während ihrer Flucht, Flensburg aber war befreit. Dieses Ereignis hat offensichtlich Ähnlichkeit mit dem in der Bibel beschriebenen Kampf Gideons gegen die Midianiter sowie gewisse Parallelen zu der bekannten Legende von Robin Hood. Diese bekannte Begebenheit aus Böckmanns Leben wurde auch schon als Sage eingestuft, findet sich aber auch in geschichtlichen Darstellungen. Zur Befreiung Flensburgs hat Frantz Böckmann aber ohne Zweifel erheblich beigetragen, auch wenn einige Details seines Lebens sagenhafter Natur sind.

### Vom 18. bis zum 21. Jahrhundert
Ende des 18. Jahrhunderts setzte sich die Marienhölzung als ein Ausflugsziel der Flensburger durch. Zur Beaufsichtigung des Waldgebiets setzte die Marienkirche Mitte des 18. Jahrhunderts einen Holzvogt ein. Das Ansehen des ersten Holzvogts Hans Wesche war offensichtlich so groß, dass die Marienhölzung noch bis Ende des 19. Jahrhunderts im Volksmund vielfach „Hans Wesches Holt“ genannt wurde.
Im Jahre 1904 verkaufte der Kirchenvorstand von St. Marien die Marienhölzung, zu der auch die Gertrudenhölzung gehört, an die Stadt Flensburg.
Seit jeher gilt die Marienhölzung, die primär der Naherholung dienen soll, als ein beliebtes Ausflugsziel der Flensburger, besonders an den Wochenenden oder Feiertagen. Kennzeichnend für den Stadtwald ist ein gut ausgebautes Wegenetz, das ca. 22 km umfasst, mit vielen Sitzgelegenheiten und einigen Wetterschutzunterständen. Die Forstwege, die teils eigene Namen haben, wurden in den vergangenen Jahren nach und nach gründlich saniert. Darüber hinaus sind Reitwege vorhanden.
Von den ursprünglich vorhandenen zahlreichen Fischteichen blieb zu Beginn des 19. Jahrhunderts nur noch der „große Teich“ südlichen Bereich des Waldes übrig, für den seit 1871 die Bezeichnung Schwanenteich belegt ist. Im selben Jahr wurde der Teich eingefasst und der Fußweg ausgebaut.
In früheren Zeiten befanden sich auch nicht unbedeutende Moor- und Heidestrecken im Wald. Das sog. „Wolfsmoor“ wurde früher zum Torfgraben verpachtet.
Ein im Jahr 1990 angelegter Waldlehrpfad wurde 2004 runderneuert und dient der Information über den Wald und seine ökologischen Zusammenhänge. Die Marienhölzung beherbergt zudem einen 2003 neu gebauten Balancier-Parcours sowie ein Wildgatter mit Schwarz- und Damwild.

## Bewirtschaftung
Für die Bewirtschaftung verantwortlich sind ein Förster und zwei Forstwirte. In einer Agenda wurden die Prinzipien der Bewirtschaftungsform für die Flensburger Stadtwälder, und somit auch für die Marienhölzung, festgelegt. In erster Linie wird hier nach dem Grundsatz des Naturnahen Waldbaus gearbeitet, dessen Ziel der Dauerwald ist. Es wird nur soviel Holz eingeschlagen, wie auch nachwächst. Gleichzeitig werden die Interessen der Bevölkerung berücksichtigt, den Wald als Naherholungsraum nutzen zu können. Die Marienhölzung ist nach dem Landeswaldgesetz Schleswig-Holstein ein ausgewiesener Erholungswald.
Seit dem 1. Januar 2008 ist die Marienhölzung sowie die übrigen Waldflächen Flensburgs im Besitz des Technischen Betriebszentrums (TBZ), also nicht mehr im direkten Eigentum der Stadt Flensburg.
In einem ausgewiesenen Teil des Waldes dürfen im Übrigen Hunde ohne Leinenzwang laufen (Hundefreilauf).

## Bebauung

### Forsthäuser
Im Wald befindet sich der Forsthof der Marienhölzung mit den zwei Flensburger Forsthäusern, dem Betriebshof der Stadtförsterei und der Flensburger Waldjugend. Das alte Forsthaus wurde 1846, das neue Forsthaus 1938/39 errichtet.

### Sängerstein
1887 wurde der Sängerstein-Platz in der Marienhölzung angelegt, der Platz wird von neun Birken umschlossen. Der eigentliche Gedenkstein gilt dem Komponisten und Dirigenten Ferdinand Schmidt (1830–1876). Am Sängerstein treffen sich Chöre und Musikgruppen zum gemeinsamen Musizieren unter freiem Himmel. Gelegentlich werden im Waldrestaurant Konzerte und Gottesdienste veranstaltet.

### Gasthaus Marienhölzung
Schon im 18. Jahrhundert entstand eine Gastwirtschaft in der Marienhölzung, als dem Holzvogt auch das Führen einer Gastwirtschaft erlaubt wurde. Das heutige Gasthaus Marienhölzung wurde 1825/26 errichtet. Über dem Eingang befindet sich ein vom Schleswiger Bildhauer J. Schmädel hergestellter Eichenkranz. Heute befindet sich auf dem Vorplatz ein Kinderspielplatz. Die Gastwirtschaft gehört heute dem Katharinenhospiz, das das Gasthaus in den nächsten Jahren für den Kinder- und Jugendhospizdienst nutzen will.

### Schwarze Eisenbahn
Direkt hinter dem Wolfsmoor wurde 1863 die Eisenbahnstrecke von Flensburg nach Nordschleswig gebaut, die im Bereich der Marienhölzung „Schwarze Eisebahn“ genannt wird. Heute ist dies die Bahnstrecke Fredericia–Flensburg.

### Weiße Pforte
Schon vor dem Neubau der Gastwirtschaft gab es eine Pforte am Eingang der Marienhölzung, die sog. „Blaue Pforte“. 1851/52 entstand am östlichen Ende des Waldes eine neue sog. „Weiße Pforte“. Die Weiße Pforte bildete zwischen 1851 und 1962 das Hauptportal zur Marienhölzung. 1962 wurde der Wald durch den Bau der B 200 zerschnitten, und die Weiße Pforte war fortan nur noch Eingang zu einem sehr kleinen und nun isolierten Teil des Waldes, während der neue Weg (Grüner Weg) parallel über eine neue Brücke geführt wurde. Die Pforte verfiel im Laufe der Jahre, bis es 2007 dem Flensburger Verschönerungsverein e. V. gelang, mit Hilfe von Spendengeldern der Flensburger Bürger die historische Toranlage zu restaurieren. Dabei wurden jedoch zwei Mittelteile neu eingefügt, die historisch nicht belegt sind. Aktuell besteht wieder Renovierungsbedarf für die Pforte.

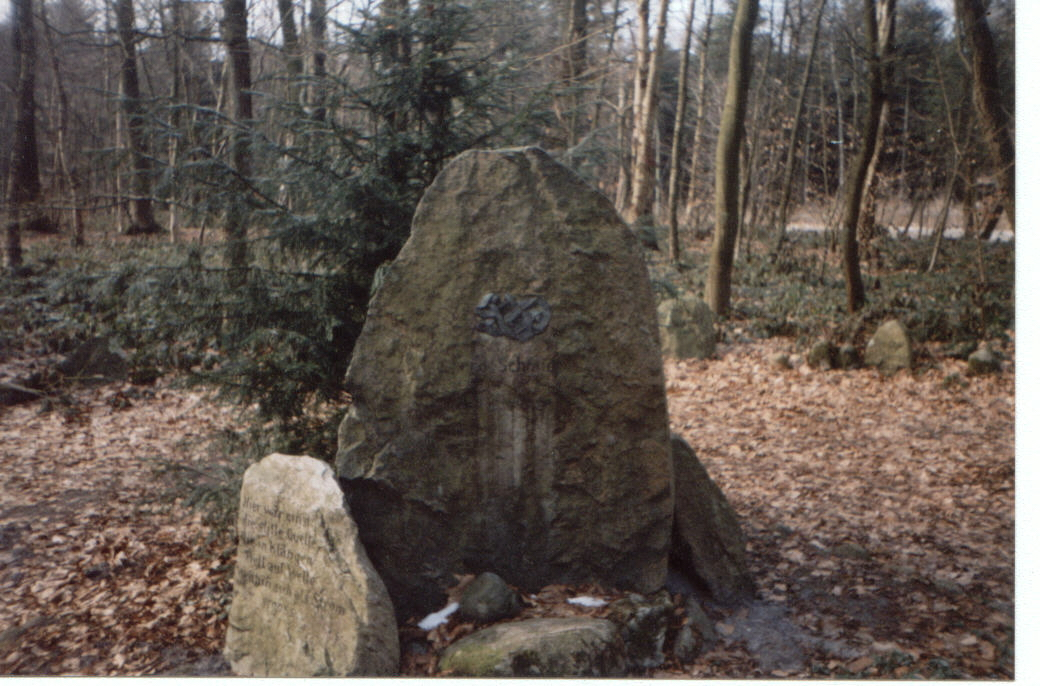
Sängerstein in der Marienhölzung, 2003
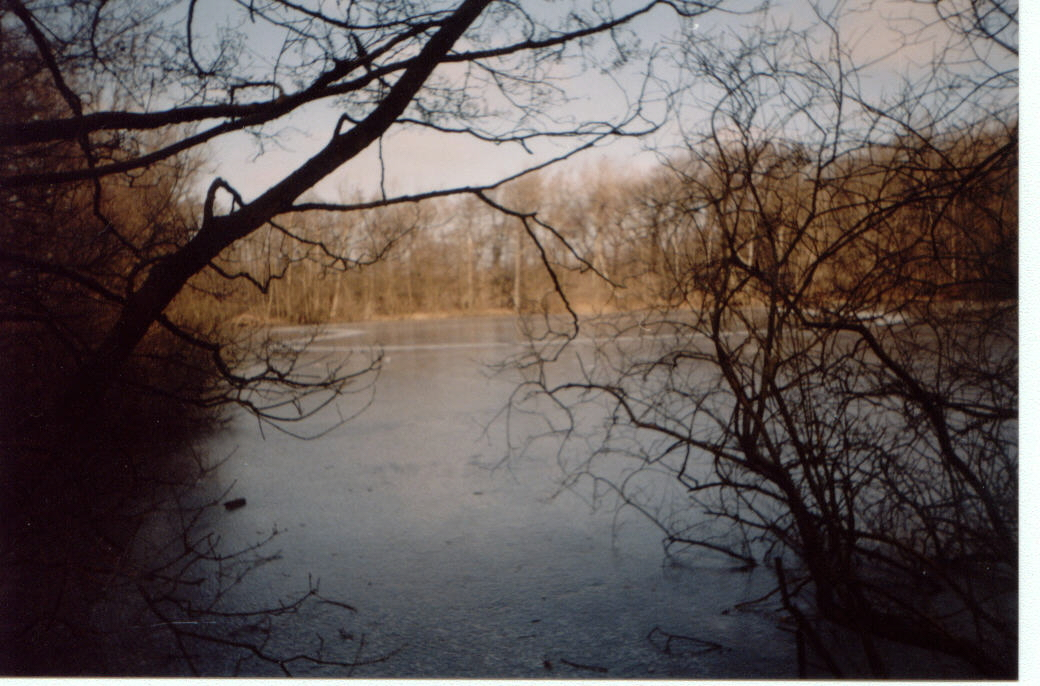
Wolfsmoor in der Marienhölzung 2003 zum Winter
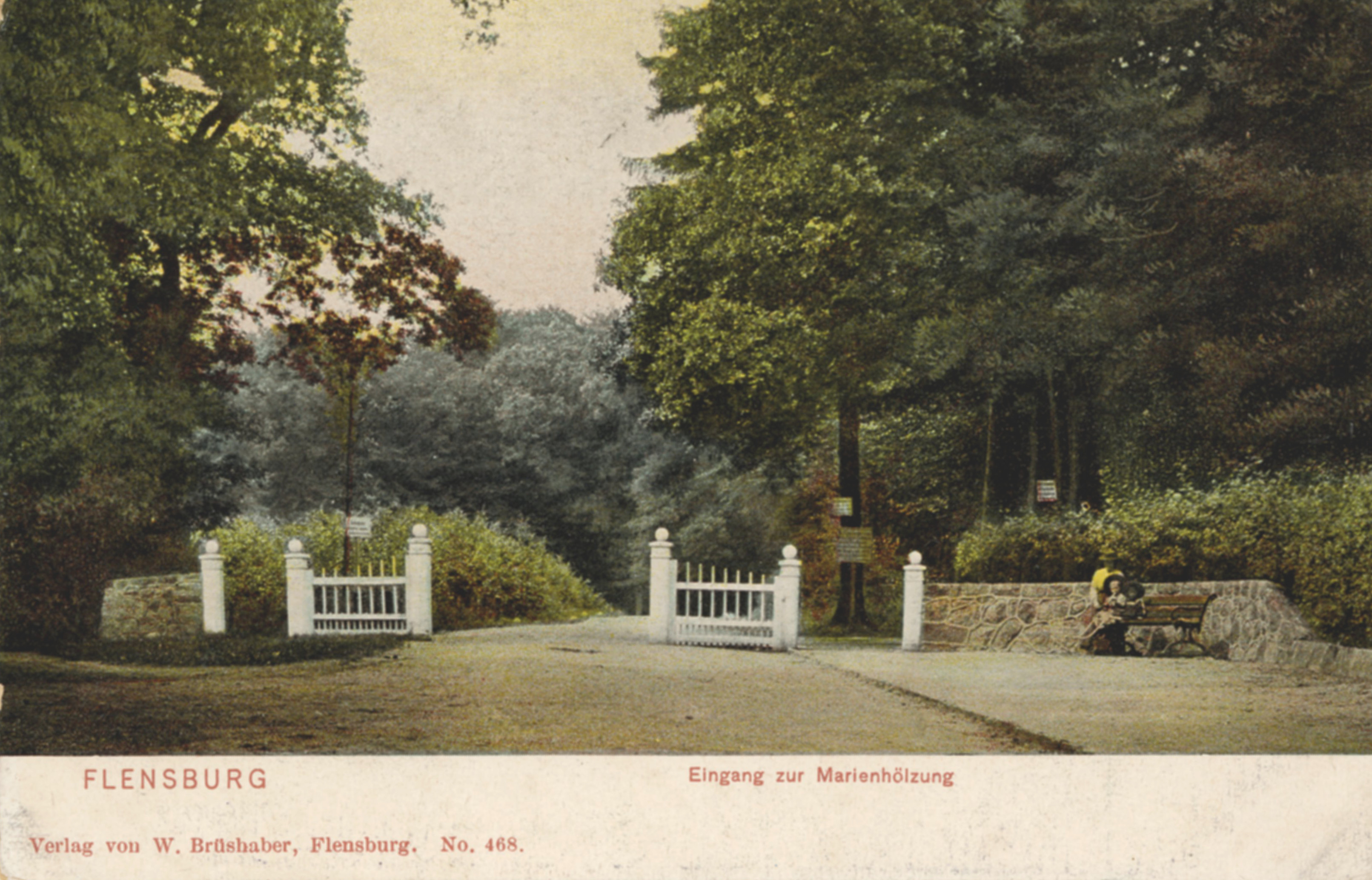
Weiße Pforte, ursprünglicher Zustand, Anfang 20. Jhd.
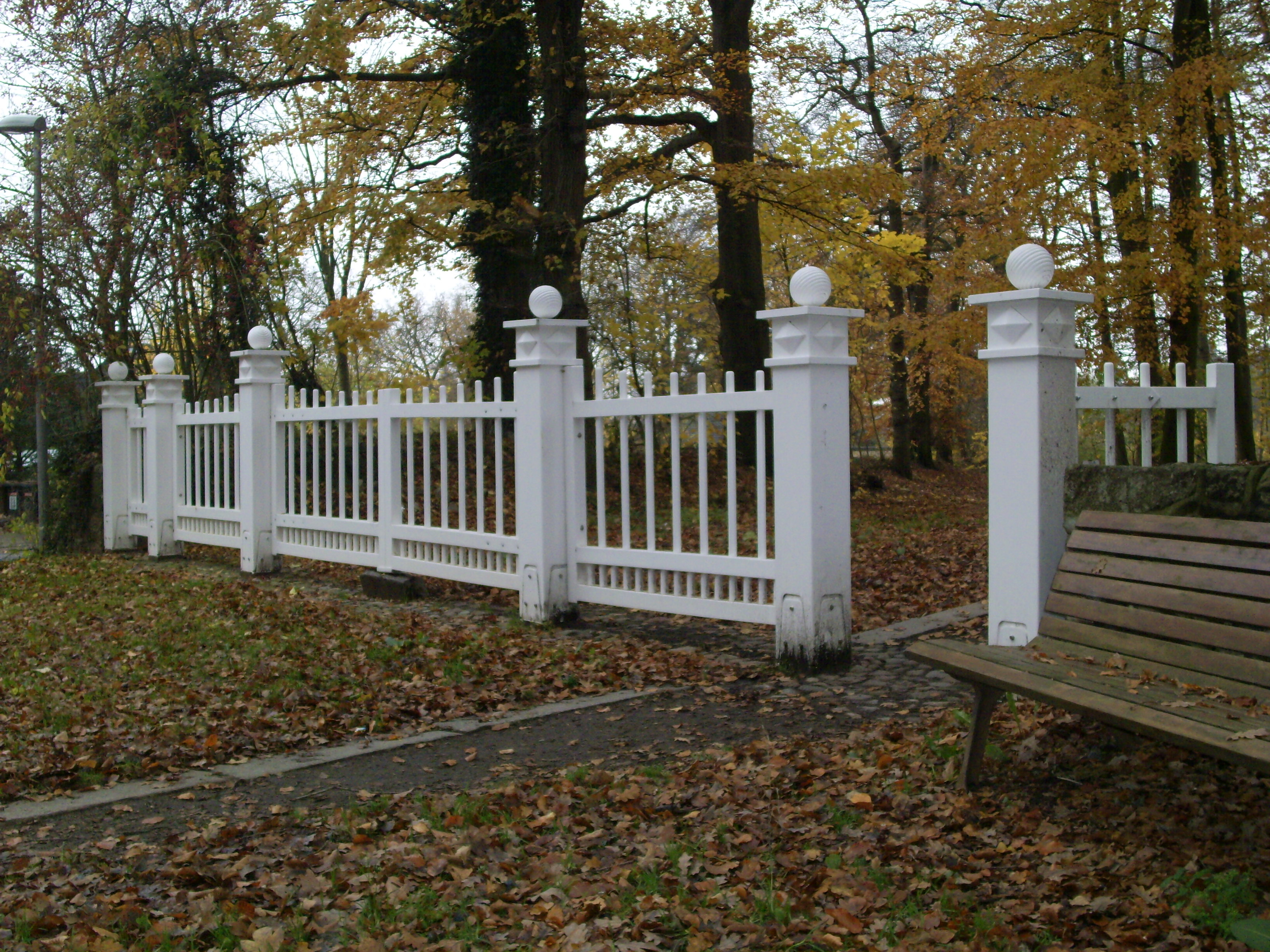
Die Weiße Pforte, Herbst 2009
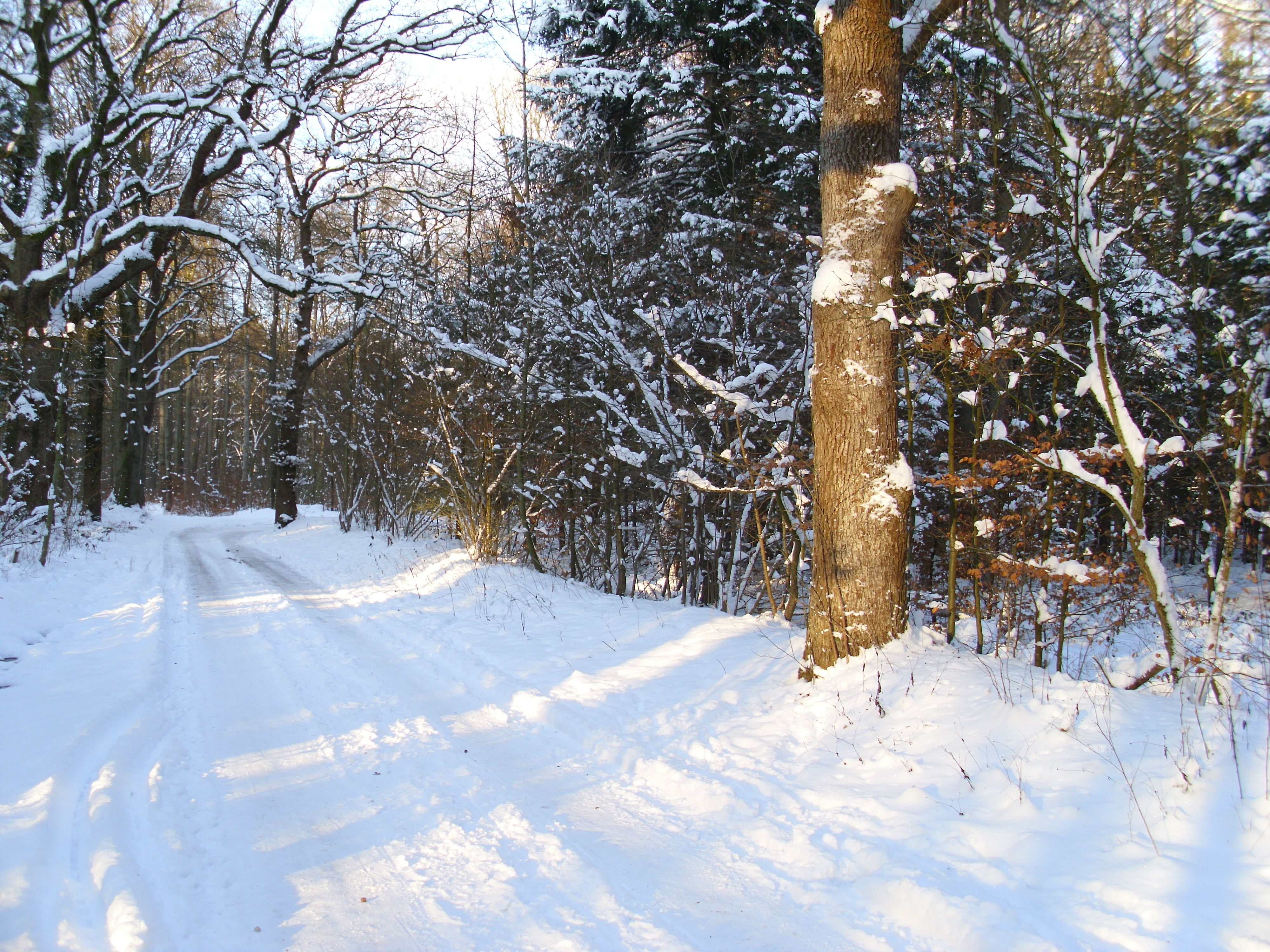
Marienhölzung, Einfahrt Westerallee, Dezember 2009
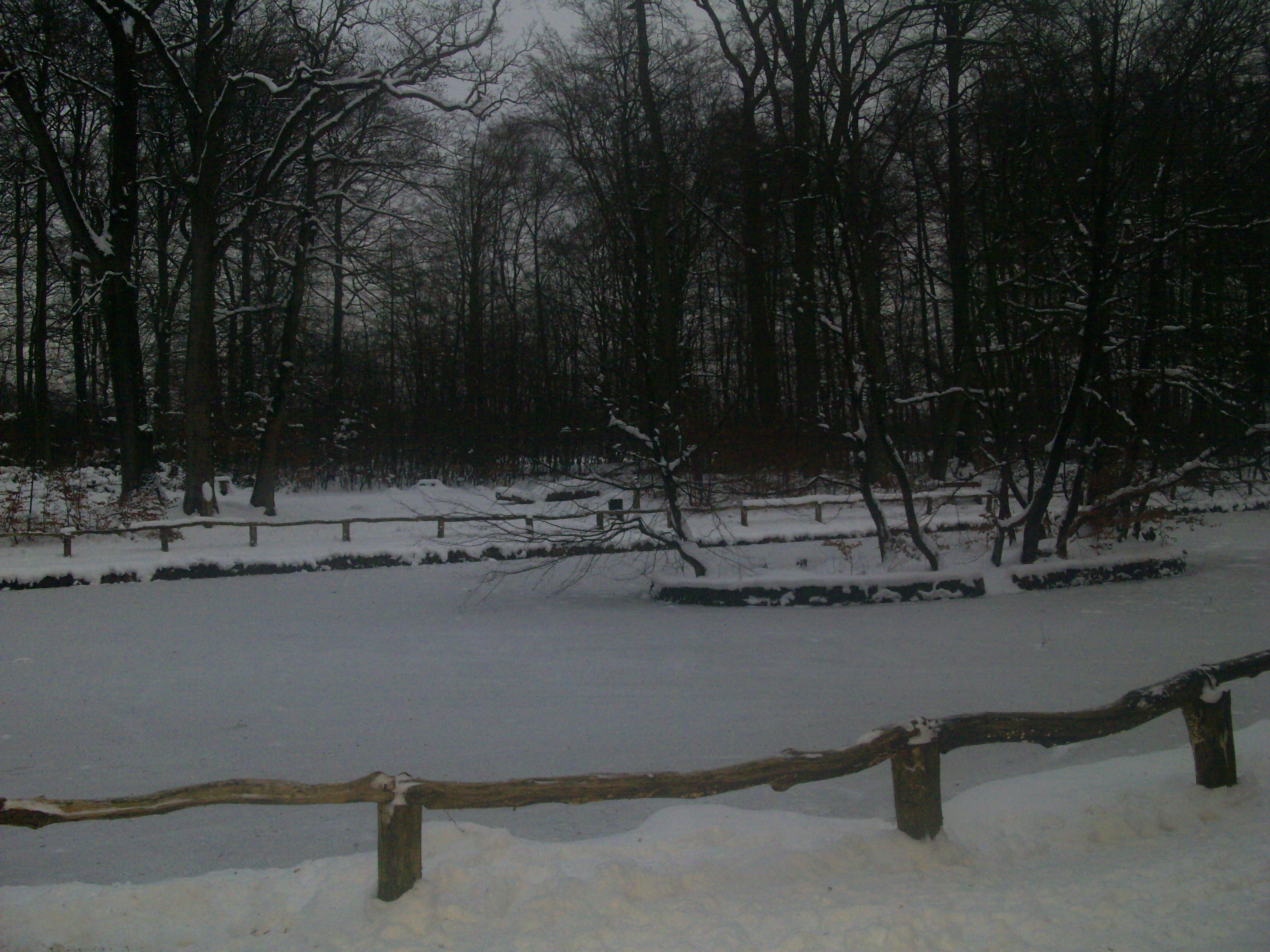
Der Schwanenteich im Winter, Dezember 2009
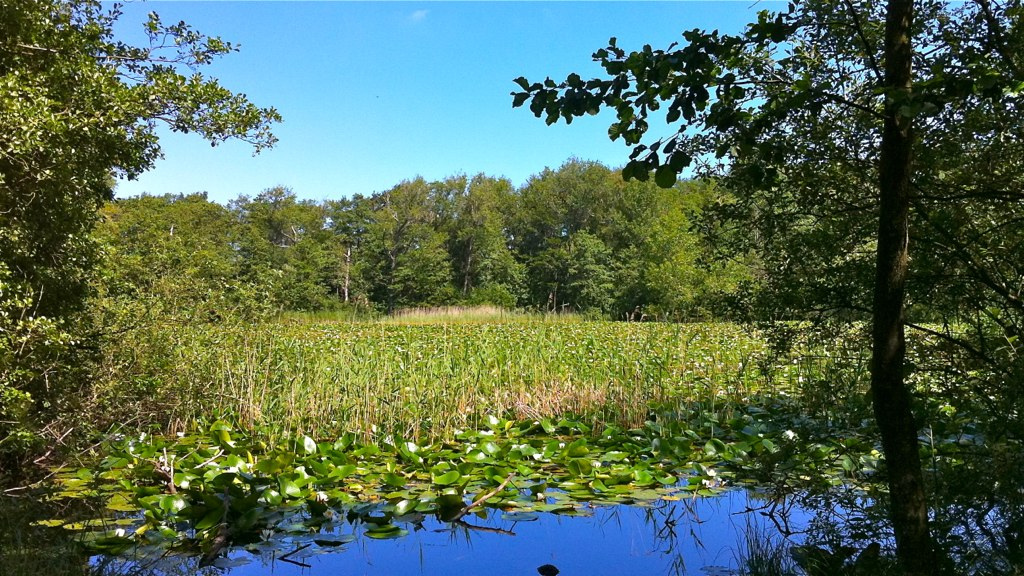
Wolfsmoor in der Marienhölzung im Sommer 2011
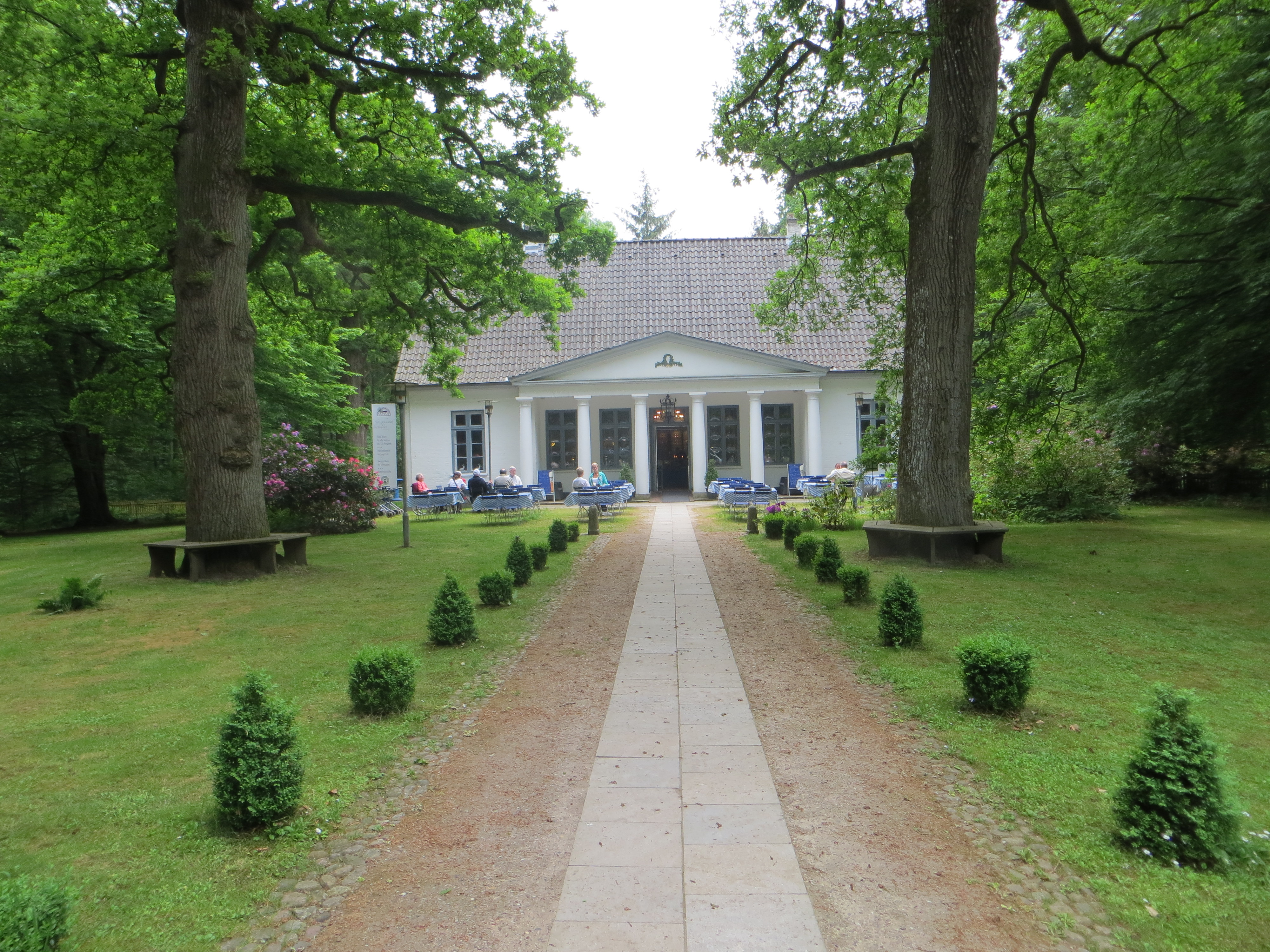
Ehemaliges Waldrestaurant in der Marienhölzung (bis 2018)
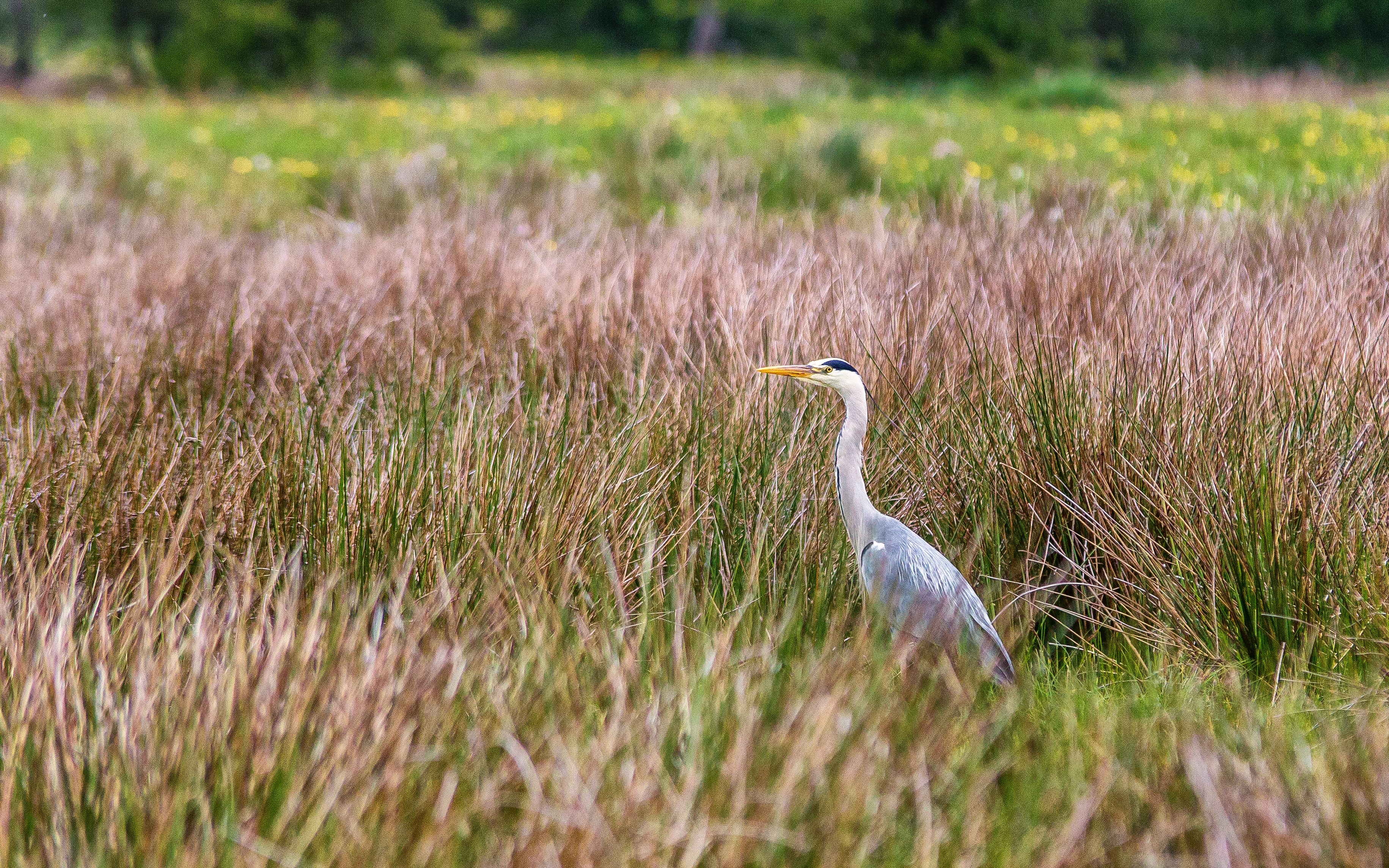
Graureiher, am Rande der Marienhölzung, 2015
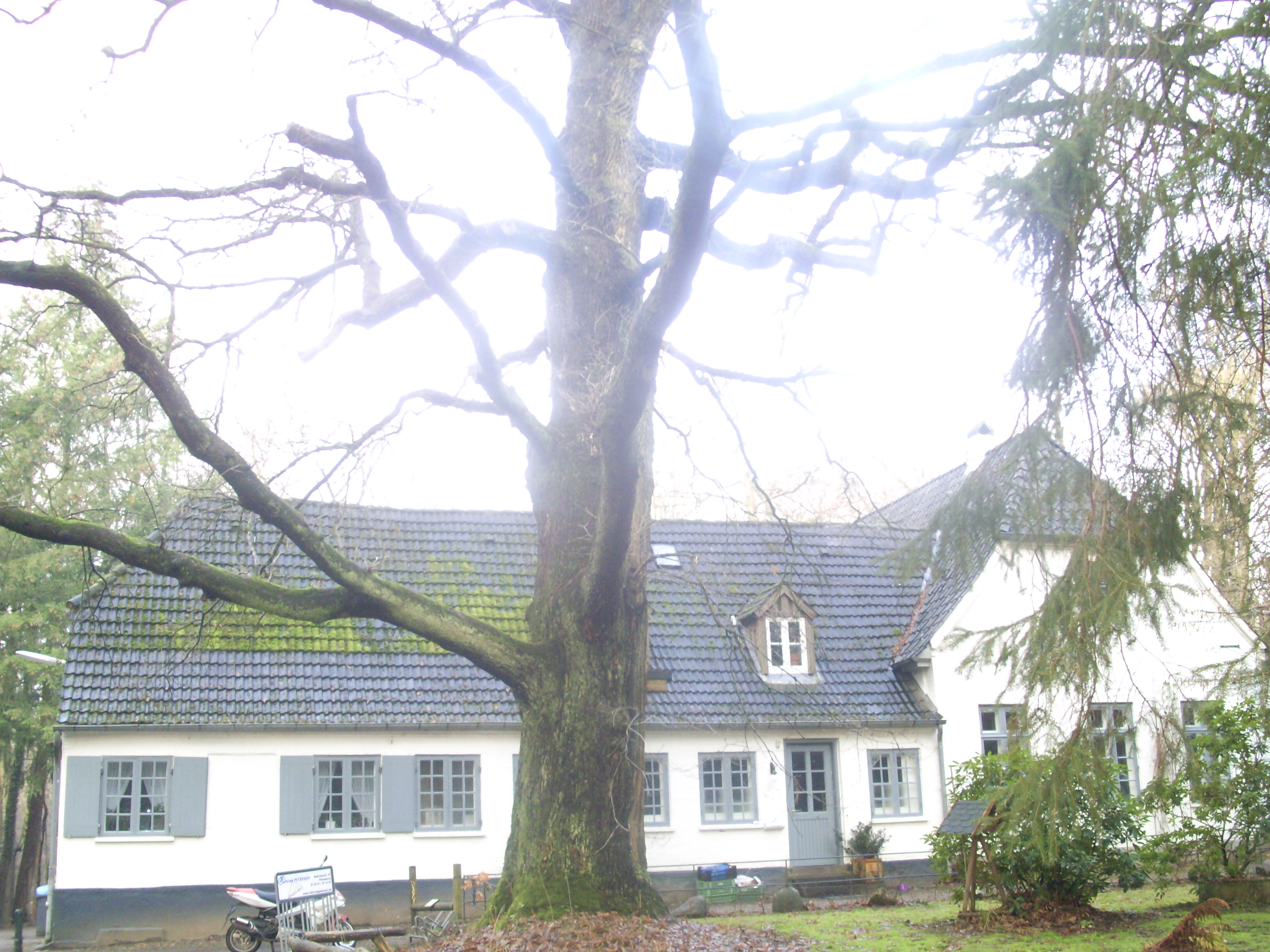
Das Waldrestaurant in der Marienhölzung, davor die Alte Eiche, die als Naturdenkmal durch die Stadt Flensburg unter Schutz gestellt wurde.
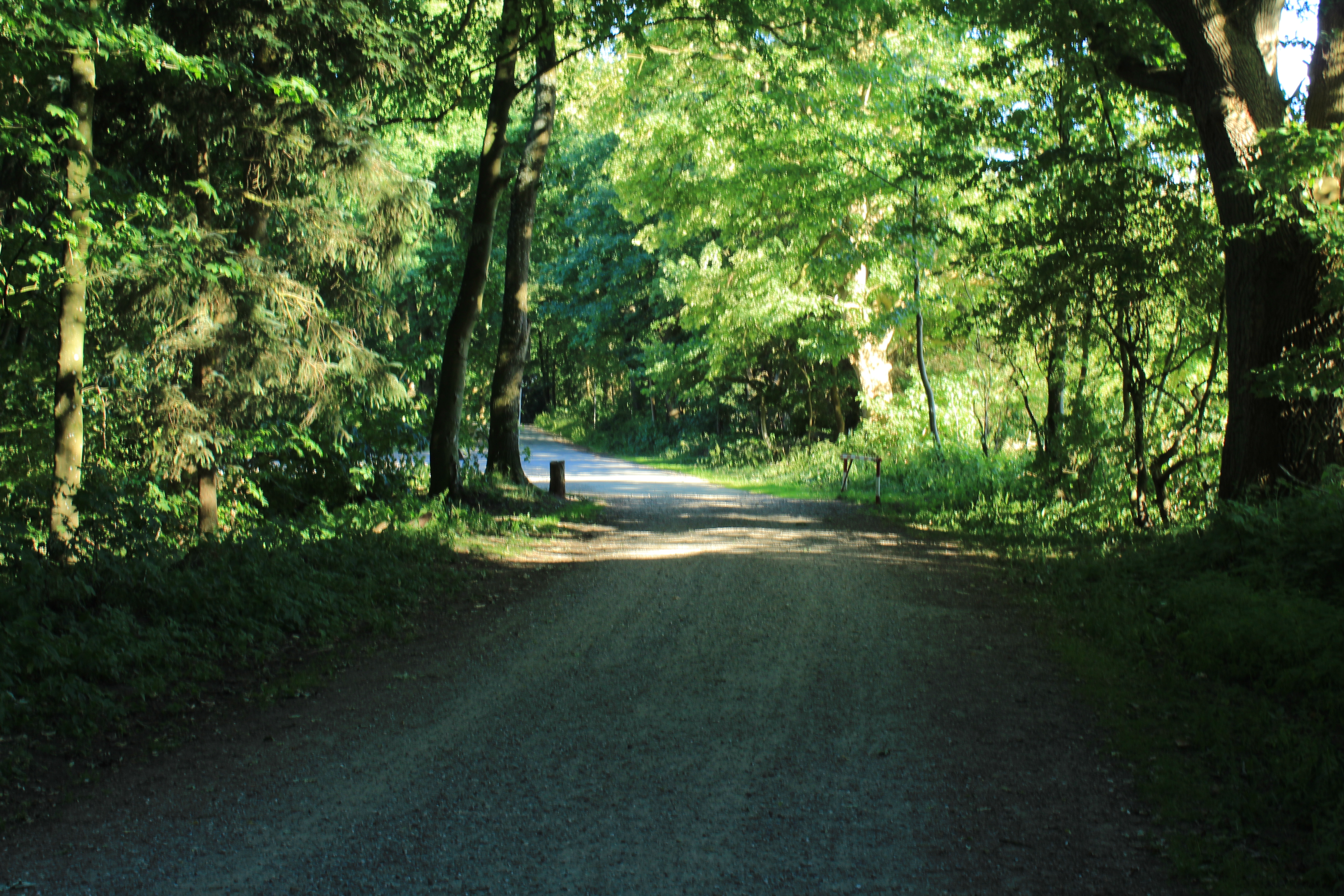
Marienhölzung, Einfahrt von der Westerallee/Magdalenenhof
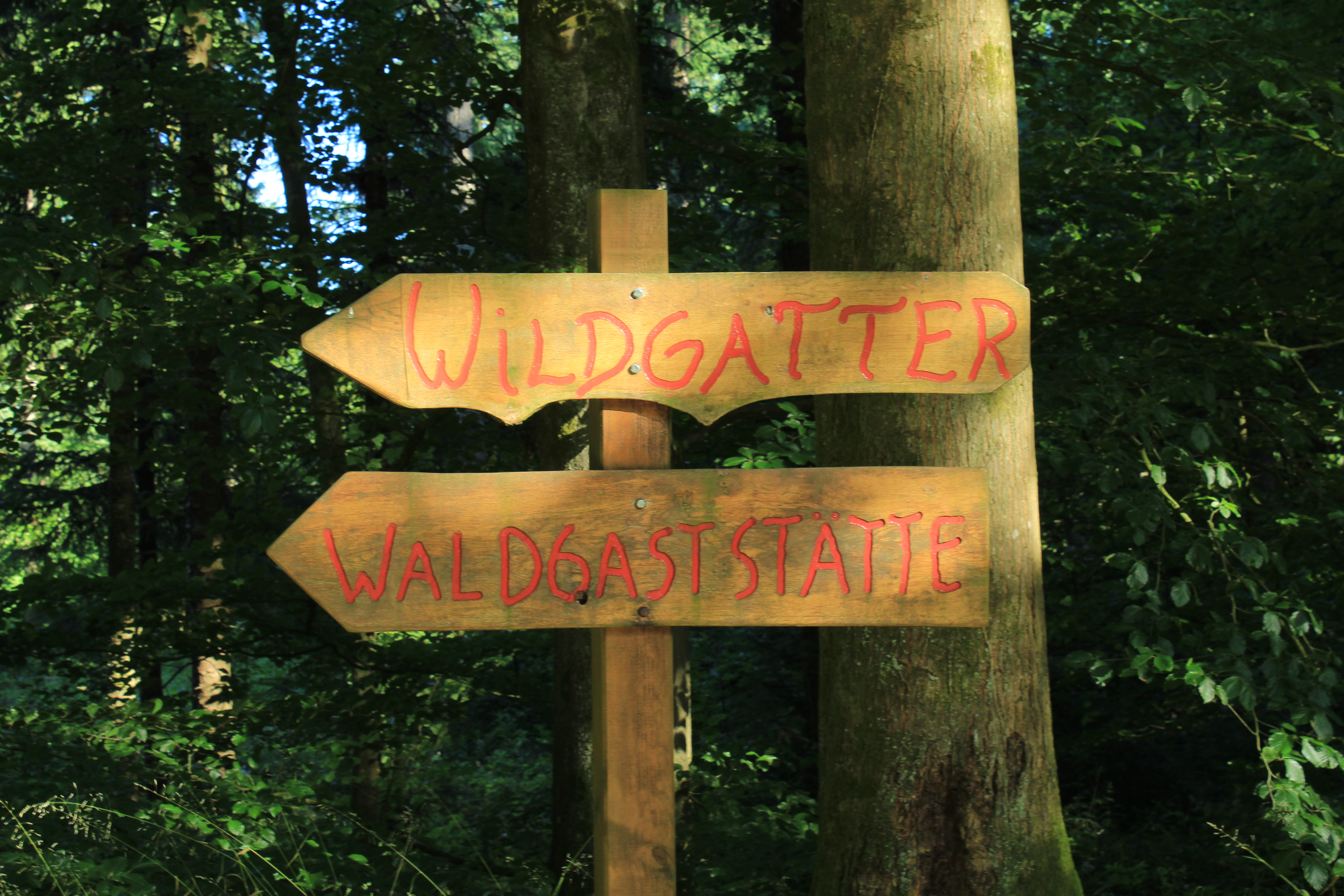
Wegweiser zum Wildgatter in der Marienhölzung
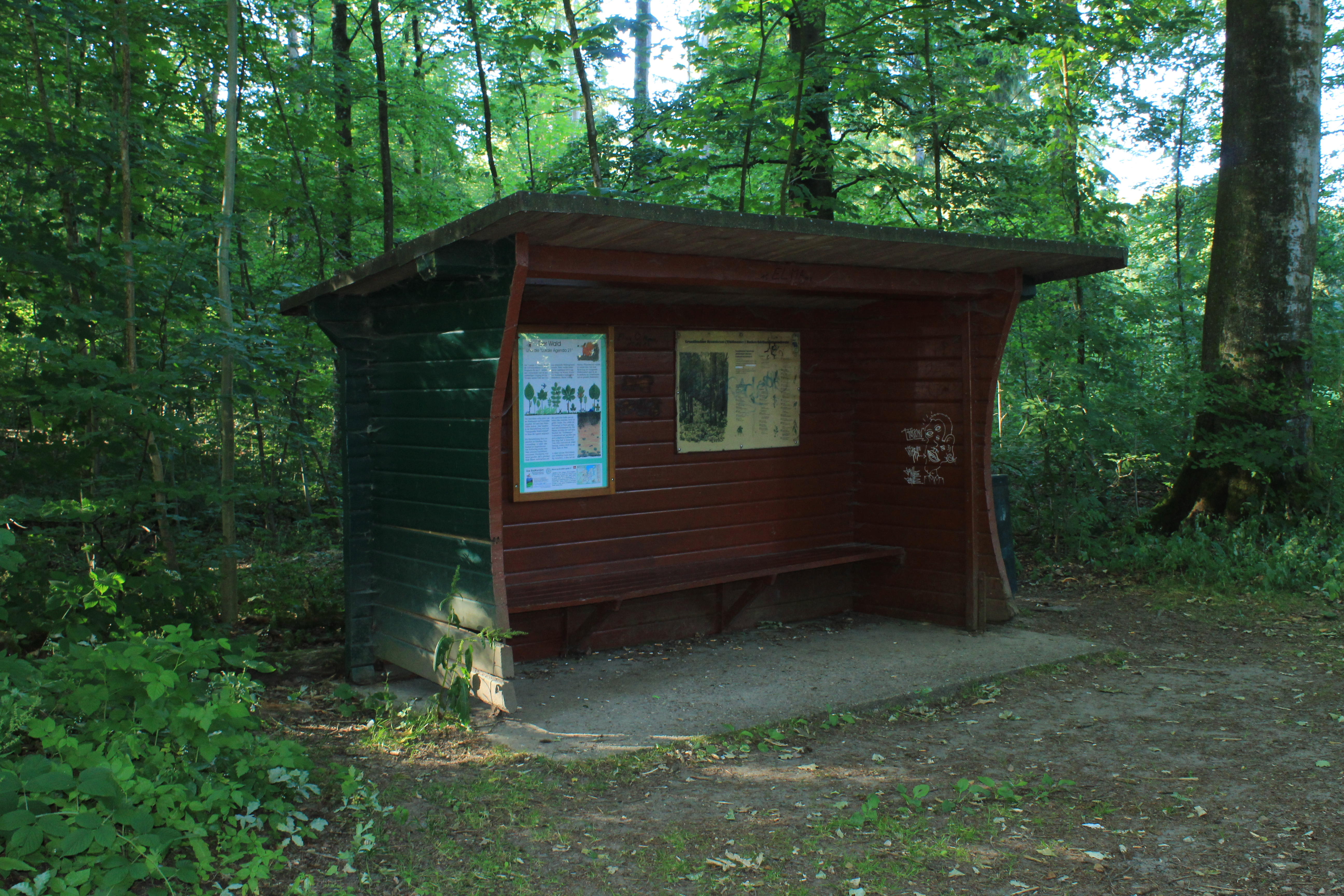
Rasthütte in der Marienhölzung